# The Other Two
The Other Two – duet grający muzykę w stylu dance (Stephen Morris oraz Gillian Gilbert) założony przez małżeństwo muzyków, związane dotychczas z zespołem New Order, w roku 1990.
Nazwa zespołu ma odniesienie do ówczesnej sytuacji w ich macierzystym zespole, kiedy to zarówno Bernard Sumner jak i Peter Hook, rozpoczęli nagrania solowych albumów. Sytuacja taka spowodowała zawieszenie działalności zespołu New Order, co stało się powodem powstania nagrań The Other Two, których największym osiągnięciem było miejsce 41 na UK Singles Chart.  
Rolę wokalistki na albumie The Other Two & You (1993) przyjęła na siebie Gilbert (nie śpiewała w New Order), natomiast na drugim krążku Superhighways (1999) była wspomagana gościnnie przez Melanie Williams z zespołu Sub Sub w kilku utworach, takich jak: (Superhighways, You Can Fly, One Last Kiss).
Pierwszym wydawnictwem zespołu był singel Tasty Fish, który został wydany w październiku 1991 roku. Tytuł tej piosenki został wzięty z nazwy niewielkiego sklepu przy autostradzie A6 w Stockport.
Zespół Other Two był zaangażowany również w tworzenie muzyki ilustracyjnej do filmów i programów telewizyjnych, która zwykle powstawała w ich domowym studio nagraniowym. Stworzyli podkład do takich znanych na Wyspach tytułów jak Common As Muck, America’s Most Wanted, Cold Feet czy Making Out oraz dla drugiej serii serialu Cracker.  Poza tym The Other Two stworzyli muzykę do programu pokazywanego w brytyjskiej TV zatytułowanego Reportage, ale autorstwo tej muzyki przypisano zespołowi New Order.

## Dyskografia

### Albumy
- The Other Two & You (listopad 1993)
- Super Highways (czerwiec 1999)

### Single
| Tytuł                     | Data wydania     | Wydawnictwo | U.K. Singles | U.S. Club Play | U.S. Modern Rock | Album               |
| ------------------------- | ---------------- | ----------- | ------------ | -------------- | ---------------- | ------------------- |
| "Tasty Fish"              | Październik 1991 | Factory     | 41           | -              | -                | The Other Two & You |
| "Selfish"                 | Listopad 1993    | Centredate  | 43           | 6              | 30               | The Other Two & You |
| "Innocence" (Tylko w USA) | Luty 1995        | Qwest       | -            | -              | -                | The Other Two & You |
| "You Can Fly" (Wycofany)  | Marzec 1999      | London      | -            | -              | -                | Super Highways      |
| "Super Highways"          | Czerwiec 1999    | London      | -            | -              | -                | Super Highways      |